# Lateinisches Tempus
Aus semantischer Sicht ist ein Tempus (die Bedeutung einer Zeitform) ein zeitlicher Umstand, in dem ein Ereignis relativ zu einem bestimmten Zeitpunkt stattfindet.
Das Tempus ist absolut (primär, erststufig), wenn die Zeit des dargestellten Ereignisses relativ zur Zeit des Sprechereignisses konstruiert wird, und es ist relativ, wenn die Zeit des dargestellten Ereignisses relativ zur Zeit eines anderen Ereignisses im Kontext des Diskurses gebildet wird.
Ein Tempus kann wiederum „relativ zum absoluten Tempus“ (sekundär, zweitstufig) sein, wenn die Zeit des dargestellten Ereignis relativ zu einem primären Tempus konstruiert wird.
In Indikativsätzen gibt es im Lateinischen drei primäre Tempora und drei Reihen der sekundären Tempora. Die primären Tempora sind das Zukünftige agam ('ich werde tun'), das Gegenwärtige agō ('ich tue'), und das Vergangene ēgī ('ich tat').
Die drei Reihen der sekundären Tempora sind: 1) die Reihe der sekundären Zukünftigen āctūrus erō ('ich werde zu tun planen'), āctūrus sum ('ich plane zu tun') und āctūrus eram ('ich plante zu tun'); 2) die Reihen der sekundären Gegenwärtigen agam ('ich werde dabei sein, zu tun'), agō ('ich bin dabei, zu tun') und agēbam ('ich war dabei zu tun'); und 3) die Reihe der sekundären Vergangenen ēgerō ('ich werde getan haben'), ēgī ('ich habe getan') und ēgeram ('ich hatte getan').
Von einer formalen Sicht werden die Verben durch deren Stamm und deren Affixen in Zeitformen gruppiert.

## Primäres Tempus
Im Lateinischen lassen sich drei primäre Tempora für ein Geschehen bilden: das Zukünftige, das Gegenwärtige und das Vergangene.

### Zukünftige Geschehen
Das primär zukünftige Tempus ist die Nachzeitigkeit eines Geschehens zum Sprechakt. Für die meisten Verlaufbegriffe des lateinischen Wortschatzes wird das zukünftige Tempus des Geschehens durch ein Verb in der Zukunftsform wie faciam („ich werde tun“) gebildet. Im Frühlateinischen gab es auch die sogenannte sigmatische Zukunftsform mit "s" wie faxo („ich werde tun“). Für einige mentale Verläufe gibt es Begriffe wie meminī („ich erinnere mich“), ōdī („ich hasse“), nōvī („ich weiss“), für die sich das zukünftige Tempus von einem Verb in der Futur-II-Form bilden lässt: z. B. meminerō („werde mich erinnern“). Es gibt auch Zustandsbegriffe wie mortuus est („ist tot“) and dīvīsum est („ist aufgeteilt“), für die sich das zukünftige Tempus von einer "Sum"-Perfektperiphrase in der Zukunftsform bilden lässt: z. B. mortuus erit („wird tot sein“).
| Hauptverbstamm | Periphrase              | Finitverbzeitform | Beispiel                                                                                 | Übersetzung |
| -------------- | ----------------------- | ----------------- | ---------------------------------------------------------------------------------------- | --- |
| Präsensstamm   | ---                     | Futur             | in sequentī librō explicābō (Vitruvius)                                                  | „Das werde ich im nächsten Buch erklären“                                                                                      |
| Präsensstamm   | ---                     | Sigmafutur        | faxō haud inultus prandium comēderīs (Plautus)                                           | „Ich werde dafür sorgen, dass du dieses Mittagessen nicht ungestraft gegessen hast“                                            |
| Perfektstamm   | ---                     | Futur II          | meminerō. dē istōc quiētus estō. (Plautus)                                               | „Ich werde daran denken. Mach dir darüber keine Sorgen.“                                                                       |
| Supinumstamm   | "Sum"-Perfektperiphrase | Futur             | si scribas temonemque insuper addas, qui medium volt te scindere, pictus erit. (Priapea) | „Wenn du darüber berichtest und einen Zeugen angibst, wird der, der dich in zwei Hälften schneiden möchte, bloßgestellt sein.“ |

### Gegenwärtige Geschehen
Das primär gegenwärtige Tempus ist die Gleichzeitigkeit eines Geschehens zum Sprechakt. Meistens wird das gegenwärtige Tempus durch ein Verb in der Präsensform wie faciō („ich tue“) gebildet. Für einige mentale Verläufe gibt es Begriffe wie meminī („ich erinnere mich“), ōdī („ich hasse“), nōvī („ich weiß“), für die sich das zukünftige Tempus von einem Verb in der Perfektform bilden lässt. Es gibt auch Zustandsbegriffe wie mortuus est („ist tot“) and dīvīsum est („ist aufgeteilt“), für die sich das zukünftige Tempus von einer "Sum"-Perfektperiphrase in der Präsensform bilden lässt.
Dazu gibt es Gestaltungsverläufe, dessen lateinische Begriffe sich von "habeō"- und "teneō"-Perfektperiphrasen in der Präsensform ergänzen lassen, damit ein gegenwärtiges Geschehen dargestellt wird: z. B. habet subornātum („bewahrt auf“) and saeptum tenet („hält umschlossen“).
| Hauptverbstamm | Periphrase                | Finitverbzeitform | Beispiel | Übersetzung |
| -------------- | ------------------------- | ----------------- | --- | --- |
| Präsensstamm   | ---                       | Präsens           | senātus haec intellegit; cōnsul videt; hic tamen vīvit (Cicero)                                                   | „Der Senat versteht das; der Konsul sieht es; dennoch lebt dieser Mann“                                                                                  |
| Perfektstamm   | ---                       | Perfekt           | meminī mē adesse (Cicero)                                                                                         | „Ich erinnere mich, dabei gewesen zu sein“ |
| Supinumstamm   | "Sum"-Perfektperiphrase   | Präsens           | passer mortuus est meae puellae (Catullus)                                                                        | „Der Spatz meiner Freundin ist tot“ |
| Supinumstamm   | "Habeō"-Perfektperiphrase | Präsens           | Horolōgium in triclīniō et bucinātōrem habet subōrnātum, ut subinde sciat quantum dē vītā perdiderit! (Petronius) | „Er bewahrt eine Uhr sowie ein Horn im Triklinium auf, um sich von Zeit zu Zeit daran zu erinnern, wie viel Zeit seines Lebens er bisher verbracht hat.“ |
| Supinumstamm   | "Teneō"-Perfektperiphrase | Präsens           | populī Rōmānī exercitus Cn. Pompeium circumsedet, fossā et vallō saeptum tenet, fugā prohibet (Cicero)            | „Die Armee des römischen Volkes belagert Gnaeus Pompejus, hält ihn mit einem Graben und einer Mauer umschlossen und hindert ihn an der Flucht.“          |

### Vergangene Geschehen
Das primär vergangene Tempus ist die Vorzeitigkeit eines Geschehens zum Sprechakt. Meistens wird das vergangene Tempus einer Handlung durch ein Verb in der Perfektform wie fēcī („ich habe getan“) gebildet, wenn das Subjekt aktiv ist, sowie durch eine "Sum"-Perfektperiphrase in der Präsensform wie factum est („wurde getan“), wenn das Subjekt passiv ist. Für einige mentale Verläufe gibt es Begriffe wie meminī („ich erinnere mich“), ōdī („ich hasse“), nōvī („ich weiß“), für die sich das vergangene Tempus von einem Verb in der Pluperfektform bilden lässt: z. B. memineram („ich habe mich erinnert“). Es gibt auch Zustandsbegriffe wie mortuus est („ist tot“) and dīvīsum est („ist aufgeteilt“), für die sich das vergangene Tempus von einer "Sum"-Perfektperiphrase in der Imperfektform bilden lässt: z. B. mortuus erat („war tot“).
Im Gegensatz dazu werden in Erzählungen vergangene Ereignisse oft durch Verben in der Präsensform dargestellt, als ob diese Ereignisse gleichzeitig zur Erzählung stattgefunden hätten. Wenn der Zeitpunkt der Erzählung lange zurückliegt, wird jedoch die Imperfektform anstelle der Präsensform verwendet, als ob diese Ereignisse von einem in der Geschichte verharrenden Beobachter lebhaft in Erinnerung behalten würden.
| Hauptverbstamm | Periphrase              | Finitverbzeitform | Beispiel                                                                                 | Übersetzung                                                                               |
| -------------- | ----------------------- | ----------------- | ---------------------------------------------------------------------------------------- | ----------------------------------------------------------------------------------------- |
| Perfektstamm   | ---                     | Perfekt           | vēnī, vīdī, vīcī (Suetonius)                                                             | „Ich kam, ich sah, ich siegte“                                                            |
| Supinumstamm   | "Sum"-Perfektperiphrase | Präsens           | ubī occīsus est Sex. Rōscius? – Rōmae (Cicero)                                           | „Wo wurde Sextus Roscius ermordet? – In Rom“                                              |
| Perfektstamm   | ---                     | Pluperfekt        | meminerant ad Alesiam magnam sē inopiam perpessōs (Caesar)                               | „Sie erinnerten sich daran, wie sie in Alesia einen großen Mangel ertragen hatten“        |
| Supinumstamm   | "Sum"-Perfektperiphrase | Imperfekt         | mortuus erat Agis rex, frater Agesilai: filium reliquerat Leotychidem. (Cornelius Nepos) | „Gestorben war König Agis, Bruder Agesilas: einen Sohn hatte er hinterlassen, Leotychid.“ |
| Präsensstamm   | ---                     | Präsens           | videt imminēre hostēs ... capit arma ā proximīs ... (Caesar)                             | „Er sah denen Feind kommen … und er erbeutete die Waffen derer, die in der Nähe waren …“  |
| Präsensstamm   | ---                     | Imperfekt         | caedēbātur virgīs in mediō forō Messanae civis rōmānus... (Cicero)                       | „Ein römischer Bürger wurde mitten auf dem Hauptplatz von Messana mit Ruten geschlagen …“ |

## Sekundäres Tempus
Im Lateinischen lassen sich drei sekundäre Tempora für ein Geschehen bilden: das sekundär Zukünftige, das sekundär Gegenwärtige und das sekundär Vergangene.

### Sekundär zukünftige Geschehen
Das sekundär zukünftige Tempus ist die Nachzeitigkeit eines Geschehens zu einem primären Tempus, das entweder zukünftig, gegenwärtig oder vergangen ist. Am häufigsten lässt sich das sekundär zukünftige Tempus von der Periphrase facturus + erō, sum, eram, fuī bilden. Im Deutschen werden mehrere Periphrasen bei den Übersetzungen verwendet: z. B. „davor sein, zu tun“, „planen, zu tun“, „darauf warten, zu tun“, „tun wollen“ und „tun sollen“.
| Bedeutung                    | Hauptverbstamm | Periphrase            | Finitverbzeitform | Beispiel | Übersetzung |
| ---------------------------- | -------------- | --------------------- | ----------------- | --- | --- |
| Zukünftig beim Zukünftigen   | Supinumstamm   | "sum"-Futurperiphrase | Futur             | tu tamen sī quid cum Sīliō, vel illō ipsō diē quō ad Siccam ventūrus erō, certiōrem mē velim faciās (Cicero) | „Aber wenn du mit Silius eine Vereinbarung triffst, selbst wenn es an dem Tag ist, an dem ich davor bin, zu Siccas Haus zu kommen, lass es mich bitte wissen.“ |
| Zukünftig beim Gegenwärtigen | Supinumstamm   | "sum"-Futurperiphrase | Präsens           | Paulla Valeria ... nūptūra est D. Brūtō [tē absente]. (Cicero)                                               | [während du weg bist] „Paulla Valeria ... plant, Decimus Brutus zu heiraten“                                                                                   |
| Zukünftig beim Vergangenen   | Supinumstamm   | "sum"-Futurperiphrase | Imperfekt         | posterō diē, cum ab eō digressus essem..., ille... in Italiam versus nāvigātūrus erat (Servius to Cicero)    | „Am nächsten Tag, als ich ihn verließ..., wollte er mit dem Schiff nach Italien fahren.“                                                                       |
| Zukünftig beim Vergangenen   | Supinumstamm   | "sum"-Futurperiphrase | Perfekt           | quō diē repulsus est, lūsit, quā nocte perītūrus fuit, lēgit (Seneca)                                        | „An dem Tag, als Cato bei der Wahl besiegt wurde, spielte er; in der Nacht, in der er darauf zu sterben wartete, las er“                                       |

### Sekundär gegenwärtige Geschehen
Das sekundär gegenwärtige Tempus ist die Gleichzeitigkeit eines Geschehens zu einem primären Tempus, das entweder zukünftig, gegenwärtig oder vergangen ist. Im Deutschen werden normalerweise keine Periphrasen für das sekundär gegenwärtige Tempus verwendet.
| Bedeutung                      | Hauptverbstamm | Periphrase                | Finitverbzeitform | Beispiel | Übersetzung |
| ------------------------------ | -------------- | ------------------------- | ----------------- | --- | --- |
| Gegenwärtig beim Zukünftigen   | Präsensstamm   | ---                       | Futur             | ibī cōtīdiē tuās litterās exspectābō (Cicero)                                                                             | „Dort werde ich jeden Tag auf Ihre Briefe warten.“ |
| Gegenwärtig beim Zukünftigen   | Präsensstamm   | "coepī"-Präsensperiphrase | Futur II          | Nam cum coeperīs deae servīre, tunc magis sentiēs frūctum tuae lībertātis. (Apuleius)                                     | „Denn wenn Sie der Göttin dienen, werden Sie die Früchte Ihrer Freiheit spüren.“ |
| Gegenwärtig beim Gegenwärtigen | Präsensstamm   | ---                       | Präsens           | rēs hodiē minor est here quam fuit (Juvenal)                                                                              | „Ressourcen sind heute knapper als sie gestern waren“ |
| Gegenwärtig beim Gegenwärtigen | Präsensstamm   | "coepī"-Präsensperiphrase | Perfekt           | Sub Tiberiō et Gaiō et Claudiō ūnīus familiae quasi hērēditās fuimus: locō lībertātis erit quod ēligī coepimus. (Tacitus) | „Unter Tiberius, Gaius und Claudius waren wir wie das Eigentum einer einzigen Familie: [Unter dem neuen Regime] sollte es als Ersatz für die Freiheit wirken, dass wir jetzt ausgewählt werden.“ |
| Gegenwärtig beim Vergangenen   | Präsensstamm   | ---                       | Imperfekt         | ex equō tum forte Mettius pugnābat (Livy)                                                                                 | „Zu dieser Zeit (zum Zeitpunkt seines Todes) kämpfte Mettius zu Pferd“ |
| Gegenwärtig beim Vergangenen   | Präsensstamm   | "coepī"-Präsensperiphrase | Pluperfekt        | Sed, quod coeperam dīcere, postquam lupus factus est, ululāre coepit et in silvās fūgit. (Petronius)                      | „Aber wie ich sagte, als er sich in einen Wolf verwandelte, begann er zu heulen und rannte in den Wald.“                                                                                         |

### Sekundär vergangene Geschehen
Das sekundär vergangene Tempus ist die Nachzeitigkeit eines Geschehens zu einem primären Tempus, das entweder zukünftig, gegenwärtig oder vergangen ist. Im Deutschen werden normalerweise die Präteritumsperiphrasen angewendet: z. B. "getan haben werden" (Futur II), "getan haben" (Perfekt) und "getan hatten" (Pluperfekt).
| Bedeutung                    | Hauptverbstamm | Periphrase                | Finitverbzeitform | Beispiel | Übersetzung |
| ---------------------------- | -------------- | ------------------------- | ----------------- | --- | --- |
| Vergangen beim Zukünftigen   | Präsensstamm   | ---                       | Futur II          | 'dēsilite', inquit, 'mīlitēs, nisī vultis aquilam hostibus prōdere; egō certē meum reī pūblicae atque imperātōrī officium praestiterō (Caesar)                              | „»Springt herunter, Soldaten«, sagte er, »es sei denn, ihr wollt den Adler an den Feind verraten. Ich für meinen Teil werde meine Pflicht gegenüber der Republik und dem Kommandanten sicherlich erfüllt haben!«“ |
| Vergangen beim Zukünftigen   | Supinumstamm   | "sum"-Perfektperiphrase   | Futur             | ego sī cum Antoniō locūtus erō, scrībam ad tē quid āctum sit. (Cicero) | „Sobald ich mit Antony gesprochen habe, werde ich Sie wissen lassen, was passiert ist.“ |
| Vergangen beim Zukünftigen   | Supinumstamm   | "habeō"-Perfektperiphrase | Futur             | sed iam dē epistulīs satis dictum habēbō, sī hoc ūnum addiderō (Apuleius)                                                                                                   | „Aber ich werde genug über die Briefe gesagt haben, wenn ich noch eines hinzufüge“ |
| Vergangen beim Gegenwärtigen | Perfektstamm   | ---                       | Perfekt           | et habet unde: ... dēcessit illīus pater (Petronius) | „und er hat genug Geld: ... sein Vater ist gestorben“ |
| Vergangen beim Gegenwärtigen | Supinumstamm   | "sum"-Perfektperiphrase   | Präsens           | et habet unde: relictum est illī sestertium trecentiēs (Petronius) | „Und er hat genug Geld: Er hat dreißig Millionen geerbt“ |
| Vergangen beim Gegenwärtigen | Supinumstamm   | "habeō"-Perfektperiphrase | Präsens           | unde ulteriōrem mēnsūram inhabitābilis plagae multō esse majōrem arbitror, nam et ā Germānia inmēnsās insulās nōn prīdem conpertās cognitum habeō. (Gaius Plinius Secundus) | „Ich glaube daher, dass die verbleibende Ausdehnung der bewohnbaren Strände viel größer ist, denn ich habe erfahren, dass die Deutschen vor nicht allzu langer Zeit große Inseln entdeckt haben.“                 |
| Vergangen beim Vergangenen   | Perfektstamm   | ---                       | Pluperfekt        | eādem quā vēnerat viā Elatīam rediit (Livy) | „Er kehrte auf demselben Weg nach Elatia zurück, auf dem er gekommen war“ |
| Vergangen beim Vergangenen   | Supinumstamm   | "sum"-Perfektperiphrase   | Imperfekt         | prīdiē quam ego Athēnās vēnī Mytilēnās profectus erat (Cicero) | „am Tag vor meiner Ankunft in Athen war er nach Mytilene abgereist“ |
| Vergangen beim Vergangenen   | Supinumstamm   | "sum"-Perfektperiphrase   | Perfekt           | prior nātus fuit Sophoclēs quam Eurīpidēs (nātus est) (Gellius) | „Sophokles war früher geboren worden als Euripides (geboren wurde)“ |
| Vergangen beim Vergangenen   | Supinumstamm   | "habeō"-Perfektperiphrase | Imperfekt         | Caesar equitātum omnem quem ex omnī prōvinciā coāctum habēbat praemittit (Caesar)                                                                                           | „Caesar schickte die gesamte Kavallerie voraus, die er aus der ganzen Provinz zusammengezogen hatte“ |
| Vergangen beim Vergangenen   | Supinumstamm   | "habeō"-Perfektperiphrase | Perfekt           | in montibus castra habuit posita Pompeius in cōnspectū utrōrumque oppidōrum (Caesar)                                                                                        | „Pompeius hatte in den Bergen in Sichtweite beider Städte ein Lager errichtet“ |